# Superkala
Superkala — дебютный студийный альбом американской рок-группы Course of Nature. Релиз состоялся 26 февраля 2002 года. Синглами вышли две песни - «Wall of Shame» и «Caught in the Sun».

## Песни
Композиция «Wall of Shame» является саундтреком к компьютерной видеоигре Need For Speed: Hot Pursuit 2.
«Caught in the Sun» звучит в 10-м эпизоде первого сезона сериала Тайны Смолвилля и в 2002 FIFA World Cup.
Песня «Better Part of Me» является саундтреком к игре PGR 2.

## Список композиций
| №   | Название                                         | Длительность |
| --- | ------------------------------------------------ | ------------ |
| 1.  | «Wall of Shame» (Стена позора)                   | 4:00         |
| 2.  | «Caught in the Sun» (Поймали на солнце)          | 4:11         |
| 3.  | «Difference of Opinion» (Расхождение во мнениях) | 4:03         |
| 4.  | «Someone Else to You» (Кто-то ещё к вам)         | 4:13         |
| 5.  | «Remain» (Остаток)                               | 3:17         |
| 6.  | «Gain» (Доход)                                   | 4:16         |
| 7.  | «1000 Times» (Тысяча раз)                        | 4:54         |
| 8.  | «Could I've Been» (Если бы я был)                | 3:56         |
| 9.  | «Better Part of Me» (Лучшая часть меня)          | 4:21         |
| 10. | «After the Fall» (После падения)                 | 3:57         |